# Catalogo collettivo dei manifesti svizzeri
Il  Catalogo collettivo dei manifesti svizzeri (in francese: Catalogue Collectif Suisse des Affiches (CCSA); in inglese: Swiss Posters Collection; in tedesco: Swiss Posters Collection) è un sito svizzero che fornisce accesso gratuito ad una collezione di manifesti e poster datati dalla prima metà del XX secolo in avanti.

## Storia
L'archivio digitale nasce da uno sforzo congiunto delle biblioteche e dei musei elevetici  e in particolare è alimentato dalla Biblioteca nazionale svizzera, dalle biblioteche universitarie e collezioni speciali dei cantoni di Friburgo, Ginevra, Neuchâtel, Nidvaldo e Vallese, dal Museo svizzero dei trasporti, dall'Abbazia territoriale di San Maurizio d'Agauno e dall'Archivio Cinematografico Svizzero.
I suoi contenuti e record bibliografici sono indicizzati dal catalogo informatico centralizzato Swissbib.